# Lofofora
Lofofora (Lophophora), česky též ježunka, je rod kulovitých, malých až středně velkých severoamerických kaktusů. Obsahují mnoho různých alkaloidů. Druh L. williamsii je proslulý svými narkotickými účinky a je znám jako peyotl. Je kultovní rostlinou Indiánů již nejméně 5800 let.
Lofofory jsou mezi pěstiteli kaktusů velmi populární.

## Taxonomie
Rod Lophophora ustanovil v roce 1894 J.M. Coulter, ale ještě dlouho byly narkotické kaktusy z různých rodů řazeny do společného rodu Anhalonium, nebo ponechány v rodu Echinocactus. Taxonomové nedávno navrhovali na základě stejných květů, plodů a semen přiřazení rodu Epithelantha k rodu Lophophora, avšak epitelanty mají zcela odlišný, hustě otrněný stonek a sloučení nebylo akceptováno. Dnes je rod Lophophora dobře odlišitelný a obecně uznávaný.
Vnitřní uspořádání rodu je naopak dlouhodobě velmi různě pojímané.
První popisy peyotlu jako narkotické rostliny se objevili již v 16. a 17. století, např. jako Peyotl zacatecensis.
První vědecké binomické popisy Lophophora williamsii jako kaktusu, včetně několika zobrazení, byly opakovaně zveřejněny v letech 1845 až 1850, tehdy ještě jako  Echinocactus williamsii. Avšak v té době nebyl tento kaktus spojován s narkotickým peyotlem. Až v roce 1887 lékař J. R. Briggs na sobě vyzkoušel účinek lofofory, shodou okolností nejspíše toxického druhu L. fricii. Zájem farmaceutické firmy Parke et Davis z Detroitu byl nastartován a profesor farmakologie Louis Lewin izoloval první alkaloidy již z L. williamsii. Na jeho počest byla jedna forma druhu duplicitně popsána jako Anhalonium lewinii. Pokus firmy Parke et Davis o zavedení peyotlu mezi léčiva byl neúspěšný.
A. V Frič v roce 1923 rozpoznal domorodý název hikuli walula saeliamia jako nový druh lofofory, který pojmenoval Anhalonium flore-rosea. Její sběr pro obřadní účely je přísné tabu, je totiž smrtelně jedovatá. V roce 1974 jej znalec lofofor MUDr. V Habermann popsal jako L. fricii. Habermann zároveň popsal nový druh L. jouardaniana, dnes jej však považuje za kultivar, případně hybrid různých forem L. williamsii.
Dříve popsané samostatné druhy L. jouardaniana, L. lewinii, L. texana jsou dnes chápané jako synonyma L. williamsii a druhy L. echinata, L. lutea, L. zieglerii jako synonyma L. diffusa. Variabilní L williamsii byla členěna podle tvaru stonku na variety, mnohožebernou var. pluricostata, pětižebernou var. pentagona, silně odnožující trsovitou var. caespitosa, dále var. texana a var. decipiens. Avšak v přírodě se tyto tvary objevují dohromady na jednotlivých stoncích společného trsu, ve sbírkách tedy byly uměle udržované tvarové linie.
V současnosti je v zahraničí běžné dělení na dva hlavní druhy, L. diffusa a L. williamsii. Taxony L. fricii a L. koehresii jsou buď uznávány jako samostatné druhy, nebo podřazovány na základě přítomnosti jedovatých alkloidů k L. diffusa. Objevila se i kombinace L. williamsii var. fricii. Někteří taxonomové dokonce uznávají jediný druh L. williamsii s dalšími podřazenými taxony. Tím se však smrtelně toxická L. fricii stává varietou narkotické L. williamsii.
Mezi českými kaktusáři je běžné například toto členění rodu, použité v tomto článku (Atlas druhů rodu Lophophora).
Lophophora diffusa
Lophophora diffusa var. koehresii
Lophophora fricii
Lophophora williamsii
Lophophora williamsii cv. jouardaniana
V roce 2007 českopolská expedice nalezla nový taxon, který byl pojmenován Lophophora alberto-vojtechii. Taxon je blízký Lophophora diffusa var. koehresii, jeho přesné zařazení v rámci rodu se diskutuje.

## Výskyt
Lophophora diffusa

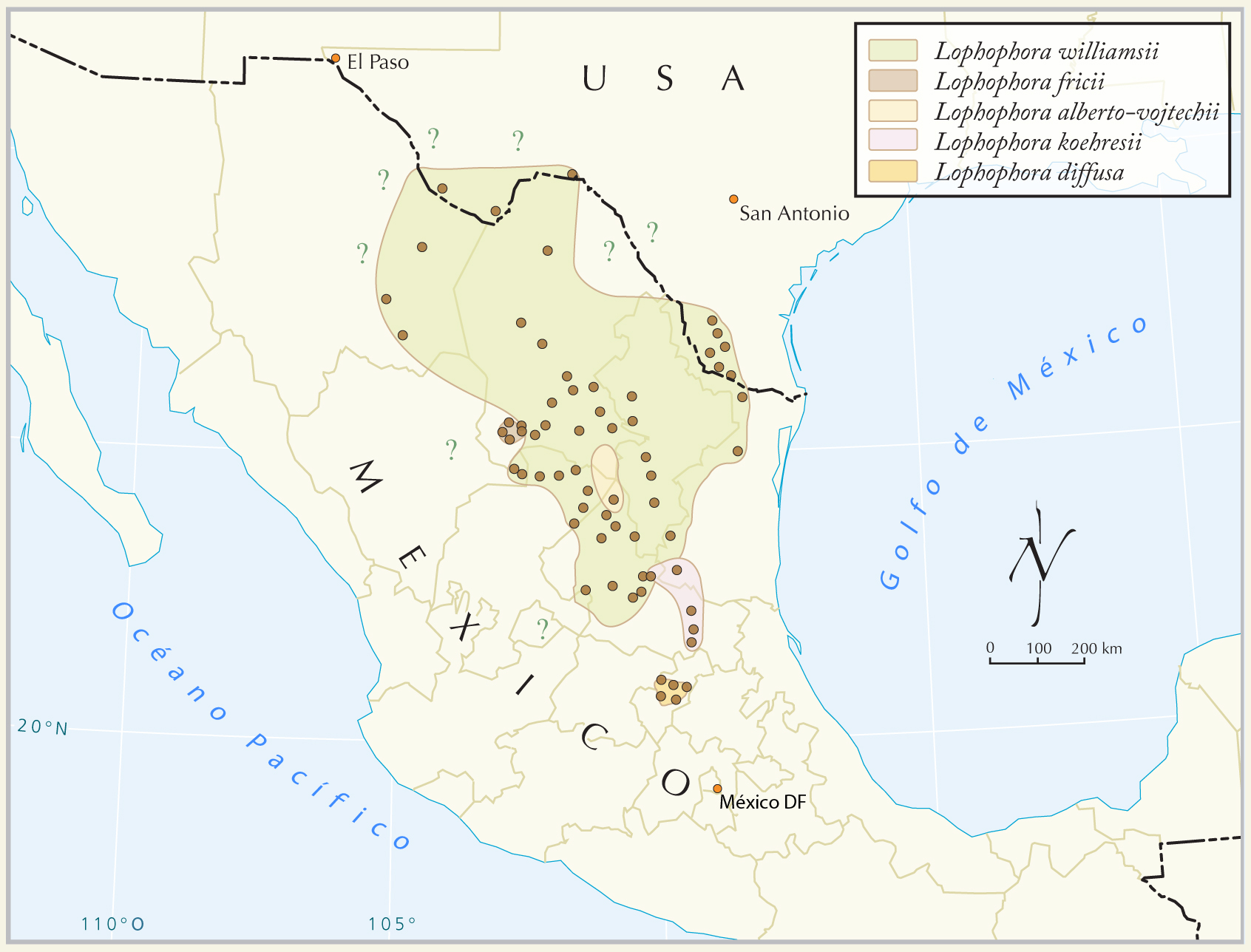
Mapa výskytu z roku 2008. Jednotlivé lokality jsou znázorněny body, areály druhů barvou plošně.

roste ve státě Querétaro, severně od města Vizarróna a Toliman. Obývá plochá dna údolí vytvořená dočasnými potoky, zde v písčitohlinitých náplavech vytváří mnohohlavé trsy. Naopak rostliny rostoucí na sluncem rozpálených skalních plošinách jsou solitérní. Novější nálezy ukazují okrajové překrývání s areálem L. williamsii.
Lophophora diffusa var. koehresii
roste ve státě San Luis Potosí v pánevní oblasti Las Tablas. Ploché bažinaté dno pánve je nasyceno vodou s vysokým obsahem síranů. Ze dna vystupují ostrůvky ostřic, na kterých rostou lofofory a další kaktusy.
Lophophora fricii
roste v Mexiku na jihu státu Coahuila, v oblasti mezi místy Viesca - San Pedro (de las Colonias), Emiliano Zapata a dále směrem na Parras. Oblast tvoří uzavřenou pánev, lofofory obývají strmé skalní útvary ve výškách asi 1200-1600 m n. Naleziště jsou velmi suchá a s vysokými rozdíly teplot, patří ke klimaticky nejextrémnějším v celém Mexiku.
Lophophora williamsii se nalézá na rozsáhlém území Mexika ve státech Chihuahua, Coahuila, Nuevo León, Tamaulipas, San Luis Potosí, Zacatecas, Durango; dále pak v USA ve státě Texas a na jihu Nového Mexika. Obývá jak rovinaté, tak skalnaté oblasti ve výškách od 100 do 2100 m n. m. Předpokládá se, že současný rozsáhlý výskyt je důsledkem šíření této kultovní rostliny Indiány. Ostatní toxické druhy mají totiž jen malé areály výskytu.
Lophophora williamsii cv. jouardaniana není z přírody známa.

## Popis

### Obecná charakteristika
Rostou solitérně i trsovitě. Stonek kulovitý až zploštěle kulovitý, přechází v podzemní část a dlouhý řepovitý kořen. Jednotlivý stonek dle druhu 5 až 20 cm široký, trsy až 0,5 m velké. Žebra nízká, někdy nezřetelná, jindy rozdělená do hrbolů. Pokožka je sametově matná, měkká, různé barvy. Areoly nesou různé množství vlny, trny až na jednu formu chybí. Květy vyrůstají ze středu temene z husté vlny, jsou nejčastěji narůžovělé, 1,5 až 4 cm velké. Někdy jsou autogamní. Plody holé, narůžovělé, jsou vysouvány z areol a temenní vlny až po dozrání. Semena 1 až 2 mm velká, černá, s charakteristickou síťovitou kresbou na povrchu.

### Lophophora diffusa
Jednotlivé stonky jsou až 14 cm široké, ploché, přechází v podzemní část a řepovitý kořen. Roste solitérně i trsovitě, trsy mohou být i 0,5 m velké. Vyspělé exempláře v charakteristické formě mají zcela plochá žebra jen naznačeně oddělená vlnovitou rýhou, takzvaně difusní. Pokožka je šedo až žlutozelená, někdy modrozelená. Květy jsou až 3 cm velké, nejčastěji bílé, ale i nažloutlé nebo narůžovělé. Existuje mnoho vzhledem přechodných forem k L. williamsii, zejména určení mladých rostlin je možné jen na základě známého původu semen. Obsahuje smrtelně jedovatý neurotoxin pellotin.
video

### Lophophora diffusavar.koehresii
Nejmenší, geofytický druh. Plochá nadzemní část je jen 2 -3 cm vysoká a 5 cm široká, tmavě zelená. Podzemní část je přes 10 cm dlouhá a přechází v řepovitý kořen. Květy jsou vzhledem k stonku velké, až 4 cm, široce rozevřené, bílé až narůžovělé, s tmavým středním proužkem.
Obsahuje pellotin.

### Lophophora fricii
Je největším druhem rodu, dorůstá až 20 cm. Pokožka je matně šedozelená, někdy namodralá. Vyznačuje se bohatou temenní a areolovou vlnou. Původně byl uváděn jako charakteristický znak karmínově červená barva květů, později byly v přírodě nalezeny rostliny kvetoucí bíle, narůžověle i fialově. Obsahuje smrtelně jedovatý neurotoxin pellotin.

### Lophophora williamsii
Tato část obsahuje botanický popis druhu L. williamsii. Další informace o narkotických účincích naleznete v článku peyotl.

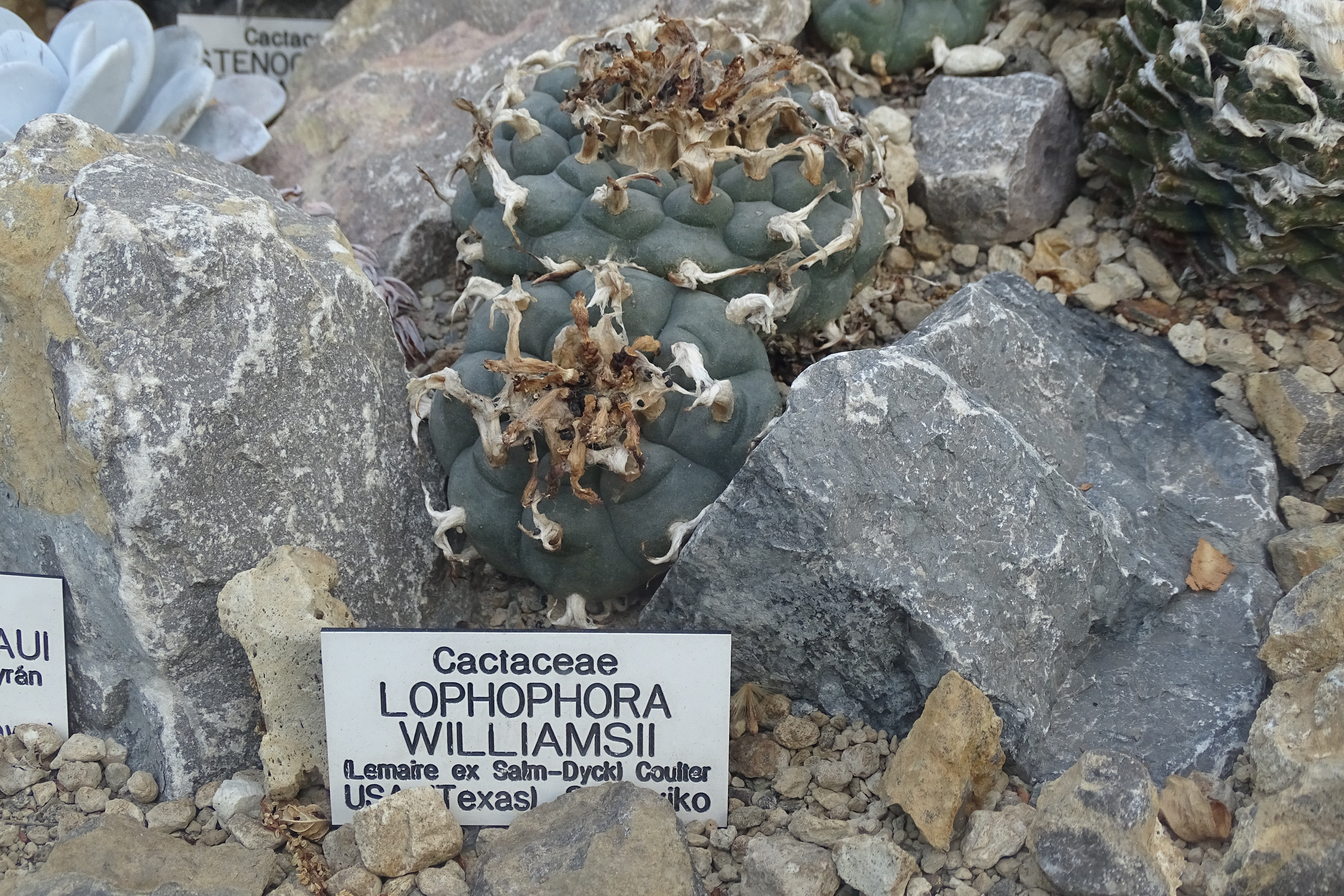
Lofofora Williamsova ve skleníku Přírodovědecké fakulty v Praze

Stonek je tvarově značně různorodý. Bývá 5 až 12 cm široký. Roste solitérně i trsovitě. Typické zbarvení je šedomodré, ale může být i nažloutlé, nazelenalé, nafialovělé. Květy jsou nálevkovité, asi 2 cm velké, nejčastěji růžové, ale i bílé, červené, vzácně nažloutlé. Obsahuje až 50 různých alkaloidů. Jejich složení a poměr jsou u všech forem zhruba stejné, podíl narkotického mezkalinu je okolo 30 až 50 %.

### Lophophora williamsiicv.jourdaniana
Stonek je menší, až 7 cm v průměru, odnožující. Květy jsou růžovofialové s fialovými nitkami tyčinek. Je zajímavá především tím, že na mladých rostoucích areolách se objevují drobné bělavé ostníky, které však časem opadávají. Obsahuje stejné alkaloidy jako L. williamsii.

## Pěstování
Lofofory dobře rostou při zachování zásad pro pěstování teplomilných mexických kaktusů. Letní umístění má být za sklem, na plném slunci, není vhodná volná kultura. Nárazová zálivka vždy až po dokonalém proschnutí substrátu, který má být minerální, velmi propustný. Přezimování zcela suché, při teplotách mírně nad 10 °C. Při přechodu z tmavého zimního umístění na plné slunce je na jaře nutné přistínit a postupně zvykat na plné slunce, jinak hrozí popálení pokožky. Jako všechny kaktusy s měkkou pokožkou jsou náchylné k napadení sviluškou (červeným pavoučkem).

## Varování
Požití rostlin pěstovaných ve sbírkových sklenících vyvolává silnou nevolnost. Může způsobit otravu a není vyloučena ani smrtelná otrava. Rostliny pěstované v našich klimatických podmínkách při nedostatečném slunečním záření mají nízký obsah narkotického alkaloidu mezkalinu, ale obsah ostatních nepříznivě působících alkaloidů je dostatečný k vyvolání nevolnosti až otravy. Rostliny navíc v tělních šťávách obsahují dlouhopůsobící systémové chemické postřiky používané na ochranu proti škůdcům. Zatímco v domovině jsou areály výskytu narkotického peyotlu a ostatních toxických druhů oddělené, ve sbírkách se pěstují vedle sebe. Rostliny mohou být špatně určené a též dochází k hybridizaci toxických a narkotických rostlin.
L. diffusa a L. fricii obsahují jako hlavní alkaloid pellotin, činí 60 až 95 % obsahu alkaloidů. Pellotin nemá halucinogenní účinky, je však výrazně neurotoxický. Otrava pellotinem se podobá otravě strychninem. Smrtelnou dávku může obsahovat jedna větší rostlina L. fricii. Smrt nastává během několika hodin ve velmi bolestných křečích.

## Galerie

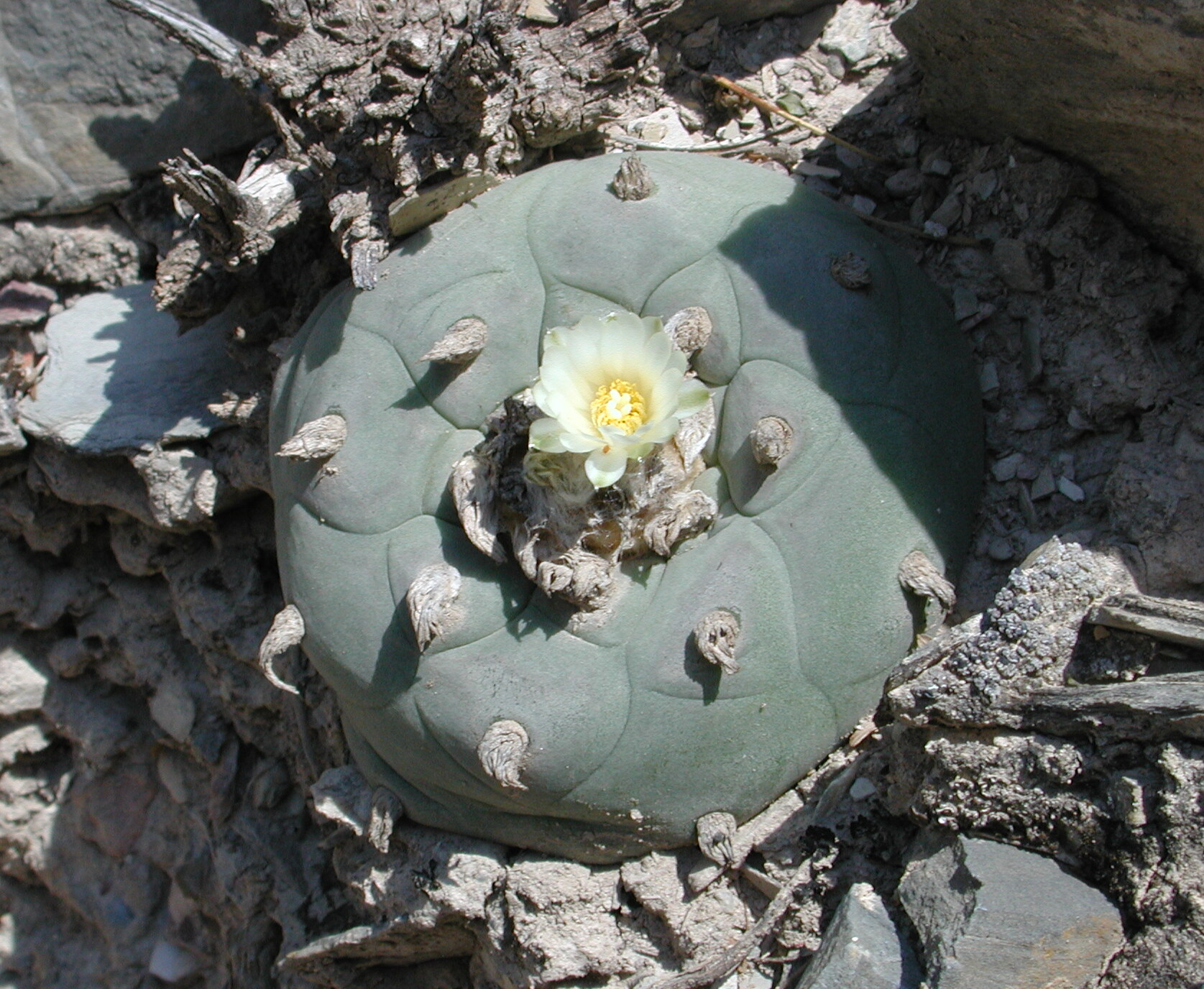
Lophophora diffusa na nalezišti.
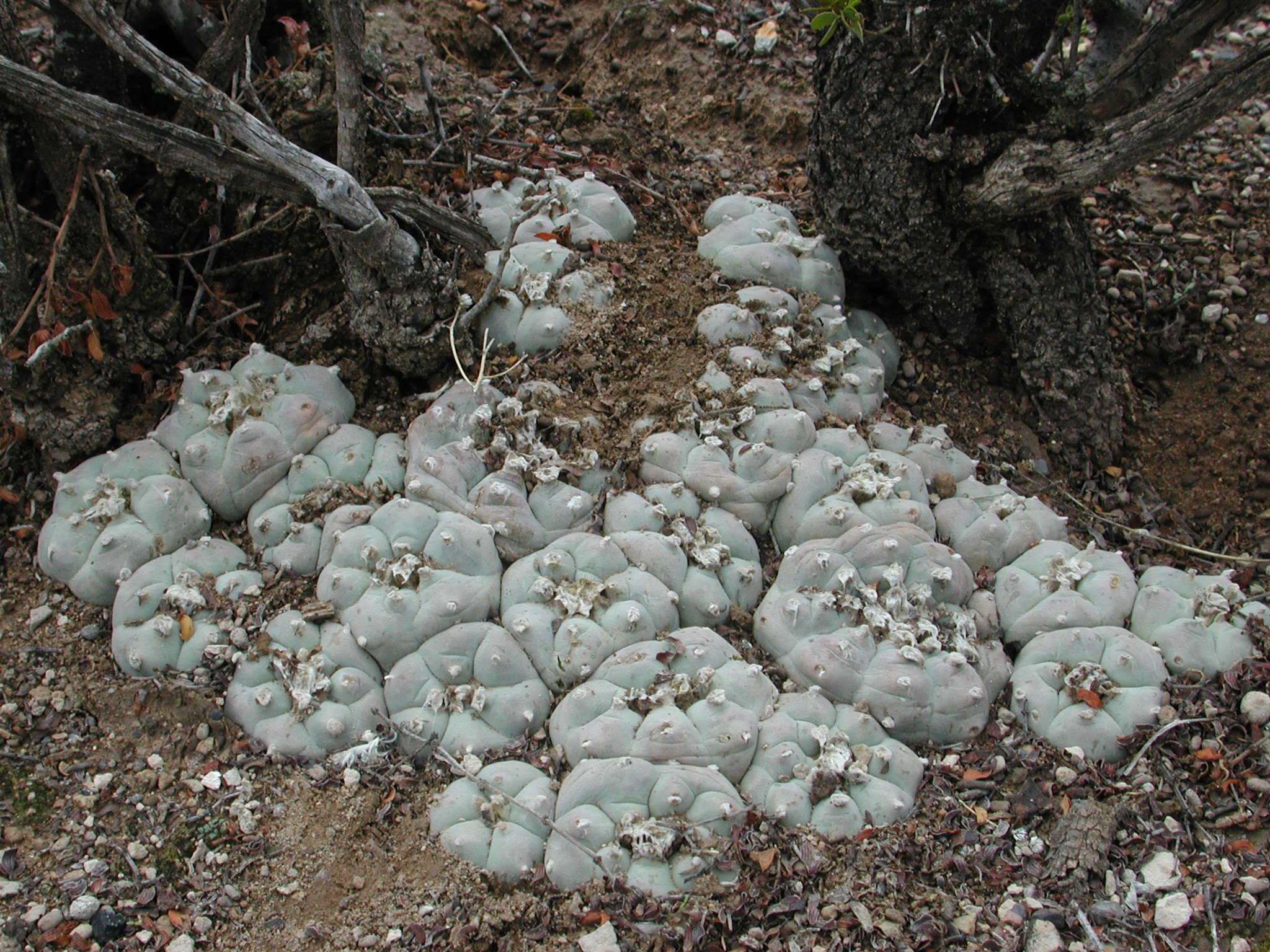
Lophophora williamsii na nalezišti (Wirikuta).
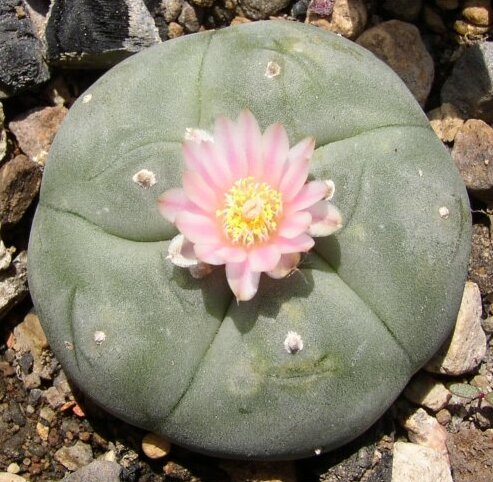
Lophophora williamsii, pětižeberná forma zvaná pentagona
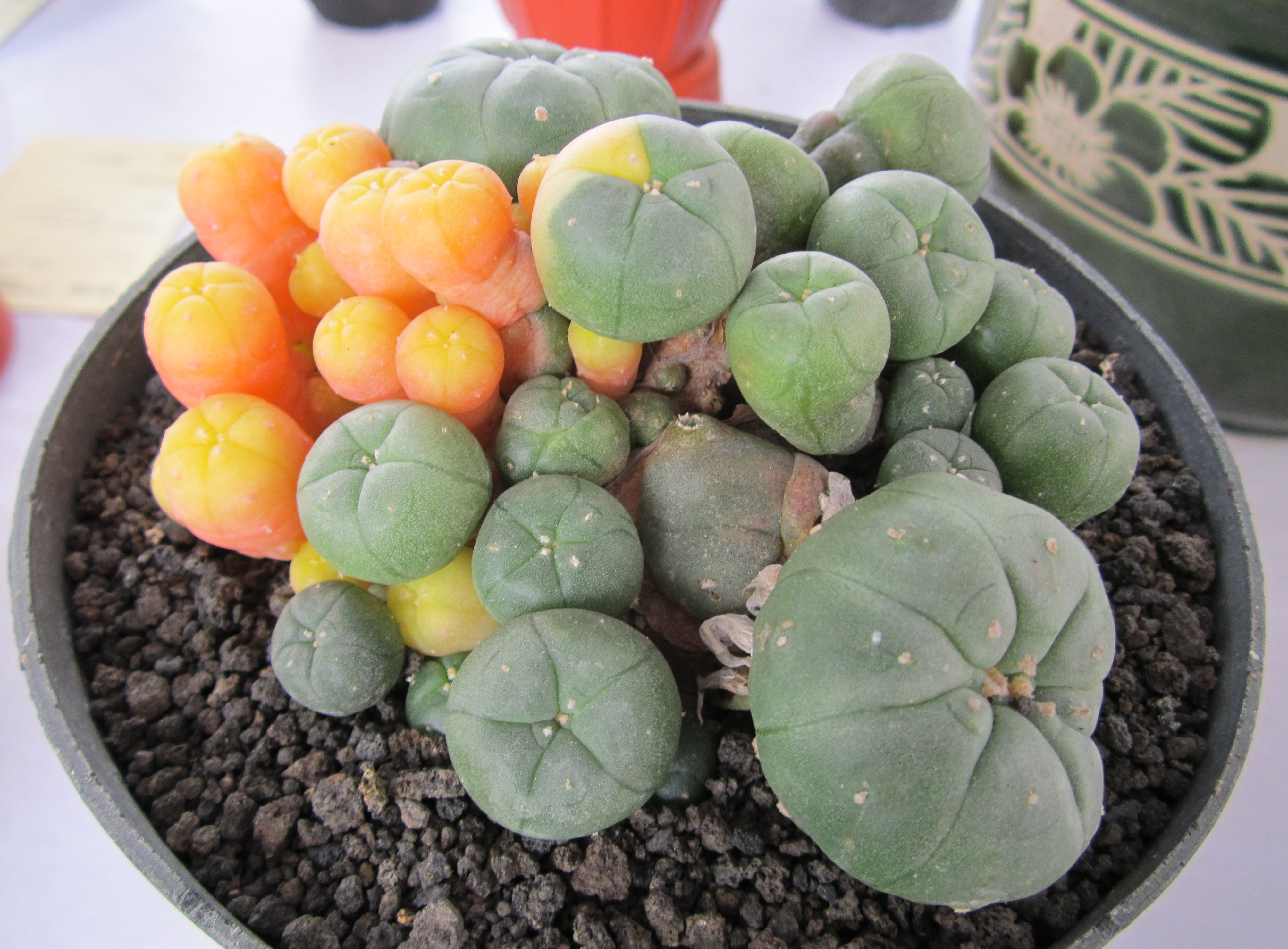
Lophophora williamsii, silně odnožující forma zvaná caespitosa. Částečná ztráta chlorofylu.
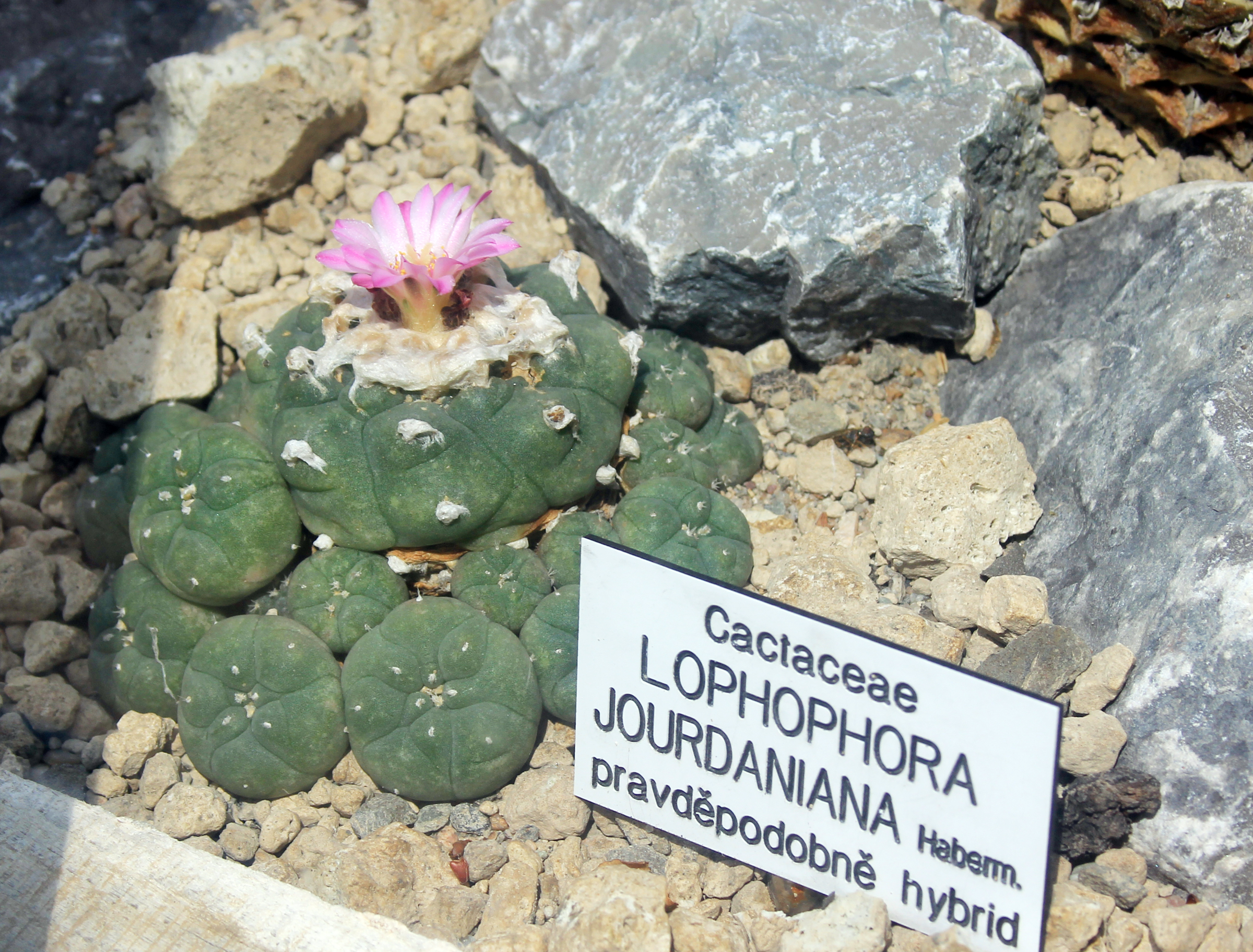
Lophophora williamsii cv. jourdaniana  ve skleníku.
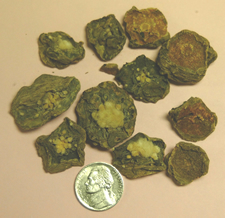
Sušené knoflíky peyotlu.